# Faravahar

Faravahar

Faravahar (Farohar) – jeden z najbardziej znanych symboli religijnych zaratusztrianizmu.
Symbolizuje Frawaszi lub drogę ludzkiej duszy od narodzin do śmierci człowieka. Odzwierciedleniem tej drogi jest pierścień znajdujący się w centralnej części symbolu. Postać człowieka oznacza nawiązanie do wszystkich ludzi, natomiast skrzydła oznaczają trzy główne reguły: dobrej myśli, dobrego słowa (wymiany myśli) oraz dobrego działania.
Nazwa symbolu pochodzi z języka awestyjskiego – fara lub fira, co znaczy „lecieć” lub „ten, który leci”. Vahar (varti) znaczy w tym języku tyle, co „wybór dobra” lub „wybór dobrego ducha”. A zatem Faravahar oznacza „wybór najwyższego dobra”, „wybór ducha najwyższego lotu”.
Pomimo muzułmańskiego podboju i zdegradowania wyznawców zoroastryzmu do statusu dhimmi faravahar pozostał obecny w kulturze irańskiej jako jej symbol, podobnie jak niektóre zoroastryjskie święta. Faravahar bywa więc noszony współcześnie niezależnie od przekonań religijnych.